# Gau de Westland
Westland es el nombre con el que el gobierno de la Alemania nazi intentó reemplazar el de los Países Bajos (en holandés: Nederland; en alemán: Niederlande) durante su ocupación de 1940-45 en ese país. El nombre se refiere al hecho de que los Países Bajos se encuentran directamente al oeste de Alemania, por lo tanto, eran "la tierra del Oeste". Por otro lado estaría Ostmark, el nombre adoptado para Austria después del Anschluss por el movimiento nazi.
La teoría racial nazi destacó el supuesto estatus "ario" de los holandeses (y, por lo tanto, su parentesco racial con los alemanes), por lo que las autoridades nazis ocupantes desearon anexar a los Países Bajos en una versión más grande del (ya- ampliado) Reich alemán, el Gran Reich Alemán. Los primeros planes políticos propusieron transformar el país en su totalidad en un Gau Westland, o incluso un Gau Holland. Planes más detallados sugirieron su división directa en cinco Gaue diferentes, todos los cuales permanecieron sin nombre:
- Friesland, Groningen, y Drenthe, capital: Groningen;
- Gelderland y Overijssel, capital: Arnhem;
- Noord-Holland y Utrecht, capital: Ámsterdam;
- Zuid-Holland y Zeeland, capital: La Haya;
- Noord-Brabant y Limburg, capital: Eindhoven.

Durante este período el nombre también fue adoptado por los nazis para, entre otros:
- Una de las principales unidades de las Waffen-SS compuesta principalmente por voluntarios holandeses, la Standarte Westland.
- El Uitgeverij Westland, un editor de libros "völkisch" (en holandés: Volksche) establecido por el gobierno de la ocupación que fue responsable de diseminar la propaganda nazi, fascista y proalemana.[5]
- Una publicación periódica político-científica editada por Arthur Seyss-Inquart, el administrador principal del régimen de ocupación civil en los Países Bajos.[6]

En un contexto político más amplio, el término también fue usado de manera prominente por varios eruditos nazis en la revista Westland antes mencionada, para describir toda el área fronteriza entre Europa Central (el "mundo germánico") y Europa Occidental (Francia y Gran Bretaña), que se referían a ello como Westland. Esta región se consideraba limitada por las cuencas hidrográficas de los ríos Meuse y Seine en el oeste y la del Rin en el este. Sostenían que a lo largo de las épocas anteriores de la historia, los franceses habían intentado "atacar este territorio en un inútil Drang nach Osten" al tratar de extender su dominio hasta el río Rin, pero fracasaron en su intento debido a la situación de "conexión natural y racial con el reino germánico" del territorio. Afirmaban además que, posteriormente, Inglaterra intentó explotar la hostilidad franco-alemana convirtiendo el área en "un instrumento en su política de equilibrio de poder". Por lo tanto, se consideraba que uno de los propósitos principales de la Alemania nazi en el conflicto actual era "restaurar Westland a su posición dictada por la ley natural como una marca del centro germánico de Europa", y "retomar una vez más papel" en las desembocaduras de los ríos Rin, Mosa y Escalda.